# Ъксбридж (Масачузетс)
Ъксбридж е град в щата Масачузетс в Съединените американски щати, окръг Устър. Населението му през 2009 г. е 13 247 души. Той е известен с кашмир и военни униформи. Първата жена на Америка от гласоподавателите, Лидия Тафт, гласува тук в 1756 година.